# Cymothales poultoni
Cymothales poultoni är en insektsart som beskrevs av Navás 1913. Cymothales poultoni ingår i släktet Cymothales och familjen myrlejonsländor. Inga underarter finns listade i Catalogue of Life.